# Wold Nunatak
Wold Nunatak är en nunatak i Antarktis. Den ligger i Västantarktis. Inget land gör anspråk på området. Toppen på Wold Nunatak är 554 meter över havet, eller 4 meter över den omgivande terrängen. Bredden vid basen är 0,93 km.
Terrängen runt Wold Nunatak är platt. Trakten är obefolkad. Det finns inga samhällen i närheten.